# Philippe Housiaux
Philippe Housiaux, född 10 december 1947, är en friidrottare från Belgien. Han deltog vid olympiska sommarspelen 1968.